# Jochen Müller
Jochen Müller (ur. 23 października 1925 w Erfurcie, zm. 11 lutego 1985 tamże) – wschodnioniemiecki piłkarz, występujący na pozycji pomocnika.
Z zespołem Turbine Erfurt dwukrotnie zdobył mistrzostwo NRD (1954, 1955). W latach 1953–1954 rozegrał 3 mecze w reprezentacji Niemieckiej Republiki Demokratycznej.